# Tam Nông (xã)
Tam Nông là một xã thuộc tỉnh Đồng Tháp, Việt Nam.

## Địa lý
Xã Tam Nông có vị trí địa lý:
- Phía đông giáp xã Tràm Chim.
- Phía tây giáp xã An Hòa.
- Phía nam giáp xã Phú Thọ.
- Phía bắc giáp xã An Phước.

Xã Tam Nông có diện tích tự nhiên 102,67 km², dân số năm 2025 là 21.031 người, mật độ dân số đạt 204 người/km².

## Lịch sử
Xã Tam Nông được thành lập vào ngày 16 tháng 6 năm 2025 trên cơ sở sáp nhập toàn bộ diện tích và quy mô dân số của 2 xã: Phú Hiệp, Phú Đức.
Sau sáp nhập, xã Tam Nông có diện tích là 102,67 km², quy mô dân số là 21.031 người và mật độ dân số là 204 người/km².